# Musée archéologique de l'Oise
Le musée archéologique de l’Oise est situé sur le territoire de la commune de Vendeuil-Caply dans le département de l’Oise, en région Hauts-de-France, en France. Il est labellisé musée de France.

## Historique
Il ouvre le 4 juin 2011 à l’initiative de la communauté de communes des Vallées de la Brèche et de la Noye.
Il est installé au milieu des champs au sud de Caply au lieu-dit « Les Marmousets » entre la vallée Saint-Denis et les sources de la Noye. Au XVIIe siècle, le site était surnommé le « Pérou des Antiquaires » car il regorgeait d’objets en tout genre qui ont enrichi les collections privées.
L’endroit choisi est un site archéologique riche qui s'étend sur près de 130 hectares et à 200 mètres de son théâtre antique, propriété du conseil départemental de l'Oise.
Le bâtiment du musée est d’une architecture moderne construit de 2008 à 2011 aux normes « haute qualité environnementale » et est doté d’un toit végétal. L’ensemble fait 1 200 m2 et la salle d’exposition 200 m2.

## Les collections
Les collections du musée présentent des pièces qui ont été trouvées lors de fouilles archéologiques réalisées sur le territoire de la Communauté de communes de l'Oise Picarde depuis les années 1950. Ces objets conservés couvrent les périodes allant de la Préhistoire au Moyen-âge. Les collections sz sont enrichies de dons de particuliers et des objets mis au jour lors de fouilles archéologiques plus récentes.
- Le mobilier des sépultures de la nécropole des "Marmousets" ;
- les figurines en terre cuite gallo-romaines mises au jour en 2013 ;
- les décors sculptés du théâtre antique ;
- une plaque de harnais celte ...

Le musée est accompagné d’un « Centre de conservation et d'étude » qui comprend des réserves permettant de régulièrement changer les objets en exposition, une zone de travail sur les objets et un centre de documentation. 

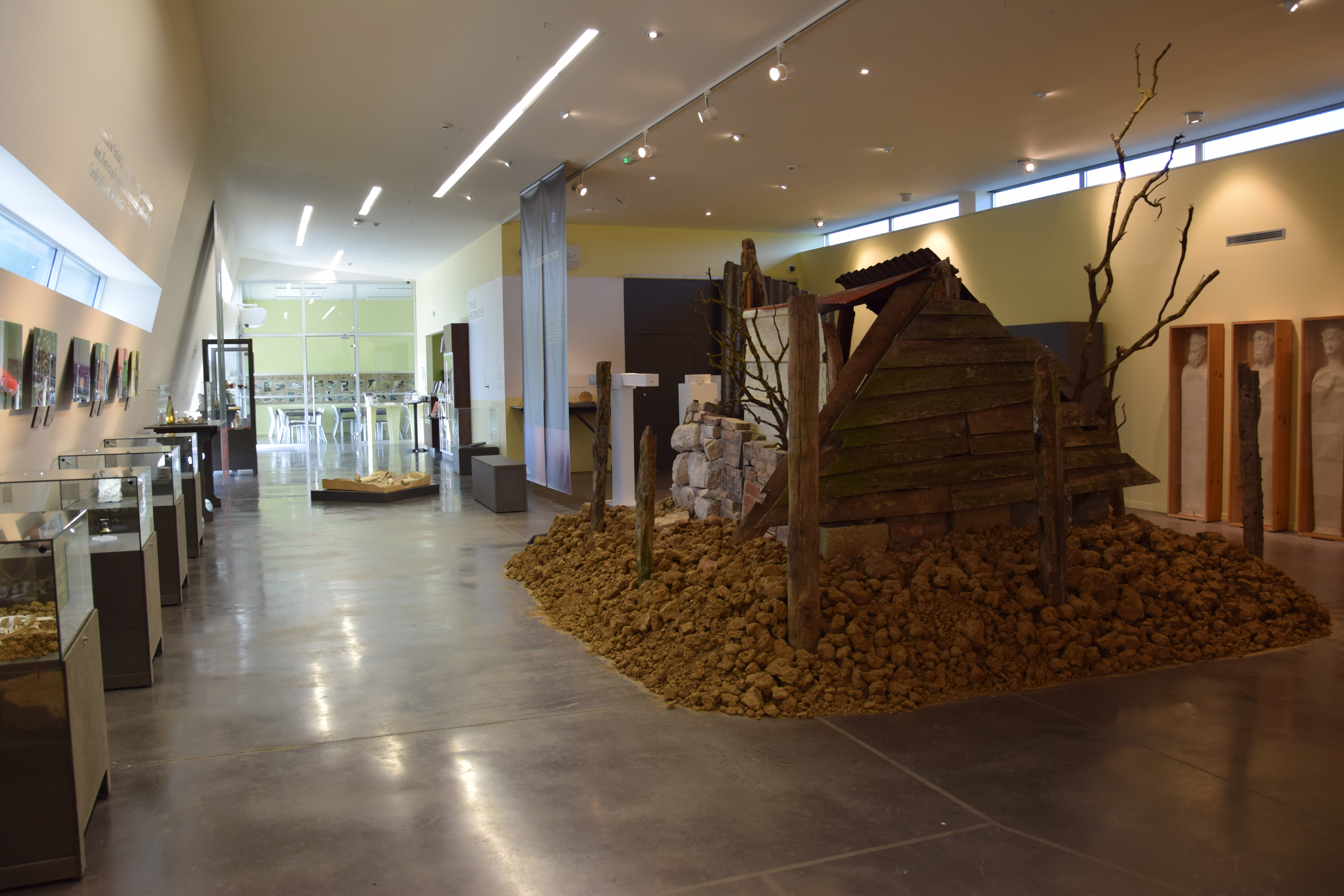
La salle d’exposition principale.